# Andrés Cotrino
Andrés Cotrino (Giradot, 1999. december 1. –) kolumbiai gyermekszínész.

## Élete és pályafutása
1999. december 1-jén született Giradotban Karine Doncel és William Cotrino gyermekeként. Egy testvére van. 2007 óta él Miamiban.
Első szerepét az Alguien te mira című telenovellában játszotta, mint Emilio García. 2011-ben szerepet kapott a Nickelodeon Grachi című sorozatában és a Telemundo Zárt ajtók mögött című telenovellájában. 2012-ben Nicolás-t alakította a Több mint testőrben.

## Filmográfia
| Év        | Eredeti Cím        | Cím               | Szerep                                    | Magyar hang  |
| --------- | ------------------ | ----------------- | ----------------------------------------- | ------------ |
| 2010-2011 | Alguien te mira    |                   | Emilio García Larraín                     |              |
| 2011      | Grachi             |                   | Roberto Esquivel                          |              |
| 2011-2012 | La Casa de al Lado | Zárt ajtók mögött | Diego Ruiz                                | Boldog Gábor |
| 2012      | Corazón valiente   | Több mint testőr  | Nicolás de la Vega / Nicolás del Castillo | Boldog Gábor |
| 2016-2017 | Silvana sin lana   |                   | Juanito                                   |              |